# ديكيرش
ديكيرش (بالفرنسية: Diekirch) هي بلدة وبلدية تقع في لوكسمبورغ في Canton of Diekirch.

## المدن التوأمة
مدن آرلون، بيتبورغ، Hayange، مونثي (سويسرا) وليبرتي (ميزوري) هي مدن توأمة لـديكيرش.

## معرض صور

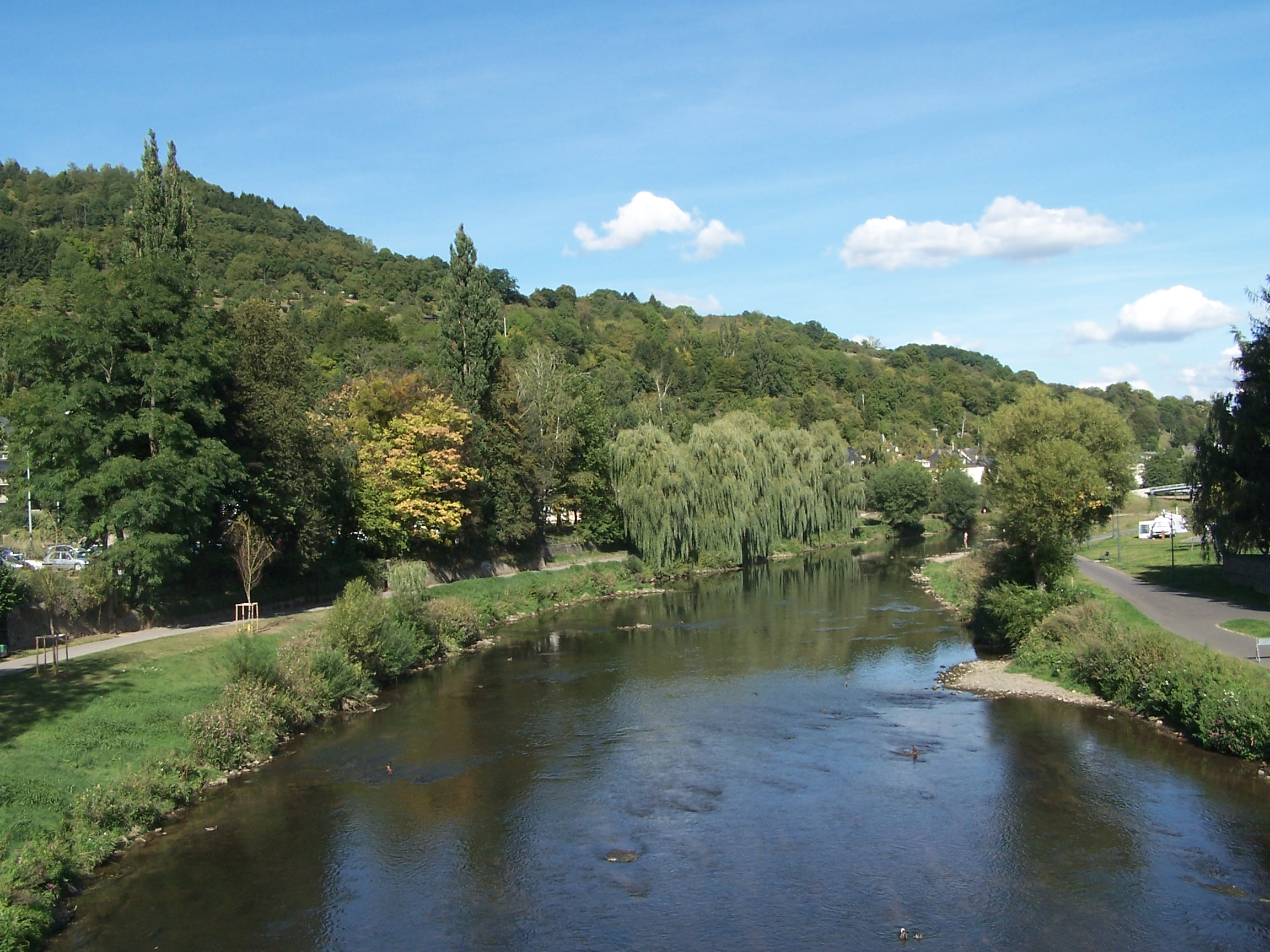
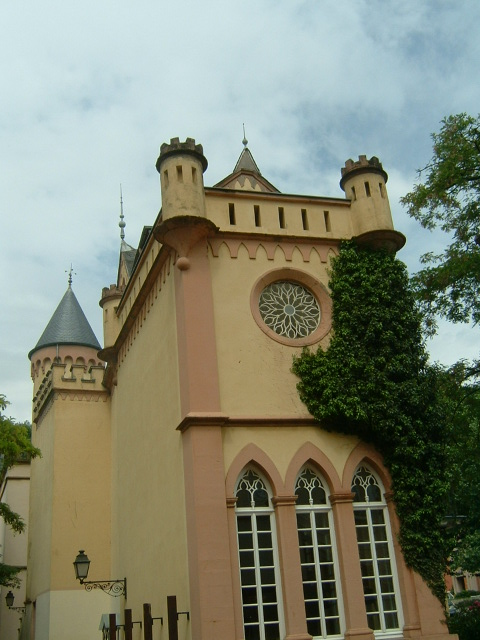

## أعلام
- ليون أرنولد
- رينيه كون
- ميكاييل بينتو
- تشارلز ميتز